# CXDP
CXDP (англ. Customer Experience Data Platform, CDP) ― это программное обеспечение многоканальной атрибуции данных, позволяющее собирать, анализировать и использовать данные о клиентах для создания персонализированных взаимодействий, улучшения продуктов и услуг, а также для управления жизненным циклом клиента. Система формирует профиль клиента из множества источников. Важно подключить как можно больше источников данных (веб-сайты, мобильные приложения, контакт-центры, программы лояльности и др.), так картина становится более полной.
CXDP следующая ступень развития эволюции CDP – систем и обладает рядом отличий, в частности несколькими элементами, основным из которых является модуль коммуникации с клиентами.
Если CDP может интегрироваться с различными системами коммуникаций, передавая данные для коммуникации и получая отклик для статистики, то CXDP использует встроенный модуль коммуникации, в котором непосредственно формируется коммуникация с клиентом в различных каналах, опираясь на события и данные из его профиля.
За счёт этого CXDP способна прогнозировать клиентское поведение, объединяться с рекламными сервисами, социальными сетями, формировать рекомендации и демонстрируя их клиенту, вследствие чего возможно увеличение объёма продаж.
CXDP значительно отличается от других информационных платформ DMP, ESP, CRM, ERP.

## СХDP: плюсы и ограничения
Основной плюс CXDP состоит в том, что эта платформа, помимо всех возможностей CDP, имеет встроенный модуль коммуникации с клиентами.  
Однако и здесь есть свои ограничения. Для внедрения системы необходимо уверенное владение информационными технологиями. Понадобится специалист, который будет настраивать веб-рекомендации, веб-хуки, интеграции. Для качественной настройки деятельности платформы требуется знание HTML, CSS и Javascript, поэтому бизнесу будет необходимо привлечь эксперта в области ИТ.

## Примечание
1. ↑  CDP и CXDP: в чем отличия и что выбрать для своего бизнеса. itWeek. Дата обращения: 26 марта 2024. Архивировано 2 февраля 2024 года.
2. ↑  Как повысить продажи при помощи мобильных коммуникаций? IT Channel News. Дата обращения: 26 марта 2024. Архивировано 26 марта 2024 года.
3. ↑  Что будет после CRM? www.comnews.ru. Дата обращения: 26 марта 2024. Архивировано 26 марта 2024 года.
4. ↑  Чем CXDP отличаются от DMP, ESP, CRM, ERP? IT Channel News. Дата обращения: 26 марта 2024. Архивировано 2 февраля 2024 года.
5. ↑  Крылова, Татьяна. Как выбрать CDP: плюсы и минусы платформ — Татьяна Крылова на vc.ru. vc.ru (21 декабря 2023). Дата обращения: 26 марта 2024. Архивировано 26 марта 2024 года.
6. ↑  Что такое CXDP? Четыре “глупых” вопроса о CXDP, которые вы стеснялись задать. itWeek. Дата обращения: 26 марта 2024. Архивировано 26 марта 2024 года.
7. ↑  Data-Driven подход: как бизнесу работать с данными. Tproger (29 декабря 2023). Дата обращения: 26 марта 2024. Архивировано 26 марта 2024 года.
8. ↑  Бизнес-коммуникации: эффективное взаимодействие с клиентами. GlobalCIO|DigitalExperts. Дата обращения: 26 марта 2024. Архивировано 26 марта 2024 года.